# Дједина Ријека
Дједина Ријека је насељено место у општини Чаглин, у Славонији, Република Хрватска.

## Историја
До територијалне реорганизације у Хрватској насеље се налазило у саставу бивше велике општине Славонска Пожега.

## Становништво
Насеље је према попису становништва из 2011. године имало 129 становника.
| Националност       | 1991.        |
| Хрвати             | 164 (99,39%) |
| Срби               | 0            |
| Југословени        | 0            |
| остали и непознато | 1 (0,60%)    |
| Укупно             | 165          |